# Колтів
Ко́лтів — село в Україні, у Золочівській міській громаді, Золочівського району Львівської області. Населення становить 427 осіб. До 2020 року орган місцевого самоврядування — Колтівська сільська рада.

## Географія
Село Коштів розташоване за 89 км від обласного центру, 18 км від районного центру та від адміністративного центру міської громади. Відстань до найближчої залізничної станції Золочів — 18 км.

## Населення
За даними всеукраїнського перепису населення 2001 року у селі мешкало 427 осіб.

## Мова
Розподіл населення за рідною мовою за даними перепису 2001 року був наступним:
| українська | 423 | 99,06 |
| російська  | 2   | 0,48  |
| білоруська | 1   | 0,23  |
| польська   | 1   | 0,23  |

## Історія
За усними переказами місцевого населення відомо, що за часів Київської Русі тут були володіння княжни Олени, дочки київського князя Всеволода III. Із частини лісу під Колтовим, оточених річкою Буг, багнищами та ставками, виник острівець, на якому стояв замок князівни Олени. Пізніше цей острівець отримав назву — Замчисько.
Перша писемна згадка про містечко сягає 1467 року, а саме з 1441 року — було давньоруське городище розташоване на підвищенні лівого берега річки Західний Буг у лісовому урочищі, з двох боків воно оточене ставком, а з третього — болотом. Колтів згадано також у першому томі «Анналів…» Яна Длугоша (до 1480). У ній вказано, що річка Буг витікає з болота в селі Kolczowie (Kolthow), яке лежить вище від замку й міста Олеська. Було власністю князів Радзивілів, від яких його придбали графи Стаженські.
У податковому реєстрі 1515 року в селі документується млин, село знищене татарами.
На початку XIX століття маєток перейшов у володіння графа Юзефа Баворовського, який збудував палац та запросив для впорядкування присадибної території відомого ландшафтного архітектора Шпітца. Архітектор облаштував класичний англійський парк, що вважався найкращим у Галичині. Перлиною садово-паркової композиції було поєднання природних форм паркового масиву з розпланованими формами партерів, терас, різноманітних підпірних стін, мережі садових стежок та алей, декоративним водоймищем. Парк та його елементи і конструкції паркової архітектури логічно продовжували особливості ландшафту околиць. Палац був декорований стильними інтер'єрами та вишуканими меблями. Саме тут була розташована відома колекція творів мистецтва, зібрана графом Баворовським. Наприкінці першої світової війни пожежа знищила садибу та палац Баворовських. 
У 1929 році місцевим вчителем Яворський Петром Яворським був заснований колтівський осередок товариства «Просвіта».

### Закінчення війни та діяльність УПА (1944—1953)
30 серпня 1944 року загін Золочівського РВ НКВС під виглядом УПА напав на село Колтів.
5 квітня 1950 року поблизу села Колтів після тривалого бою підрозділом НКВС загинули розвідниця, зв'язкова УПА Марія Бідюк та працівниця технічної ланки Бродівського надрайонного проводу ОУН Софія Москва.

## Культові споруди
- Церква святого Архистратига Михаїла, збудована 1843 року, відновлена у 1990—1995 роках. Належить до Золочівського деканату Львівської архієпархії УГКЦ[13].

## Відомі люди
- Вацлав Баворовський — дідич, фундатор спорудження костелу єзуїтів у Тернополі, помер в Колтові[14].
- Віктор Баворовський — граф, літератор, поет, бібліофіл, засновник «Бібліотеки імені Баворовських» в Арсеналі Сенявських, народився в Колтові[15].
- Юзеф Баворовський — дідич Багатківців, Кривого, Лошнева, Великої Луки, Мишковичів, похований тут в родинному гробівці[16].
- Шкода Петро — учасник бою під Крутами.